# Züsedom
Züsedom – dzielnica gminy Rollwitz w Niemczech, w urzędzie Uecker-Randow-Tal w powiecie Vorpommern-Greifswald, w kraju związkowym Meklemburgia-Pomorze Przednie. Do 31 grudnia 2011 samodzielna gmina.